# Phloeonemus catenulatus
Phloeonemus catenulatus is een keversoort uit de familie somberkevers (Zopheridae). De wetenschappelijke naam van de soort werd in 1878 gepubliceerd door George Henry Horn.